# Bernard Cribbins
Bernard Cribbins (Oldham, Lancashire; 29 de diciembre de 1928-27 de julio de 2022) fue un cantante, comediante y actor de televisión, de voz, teatro y de cine británico con una carrera de más de siete décadas que vivió su mayor popularidad en el cine en los años sesenta, y que ha trabajado continuamente desde su debut profesional a mediados de los cincuenta.
Es particularmente conocido para el público británico como el narrador y cuentacuentos de The Wombles, un programa de televisión infantil que tuvo 40 episodios entre 1973 y 1975. También grabó varios discos a principios de los sesenta y fue un intérprete regular y prolífico en Jackanory, en la BBC entre 1966 y 1991. El papel importante más reciente de Cribbins fue el de Wilfred Mott, acompañante del Décimo Doctor en Doctor Who.

## Primeros años
Nacido en Derker, Oldham, Lancashire, Cribbins fue aprendiz en el Teatro de Repertorio de Oldham, tomando un año de descanso en sus estudios para hacer el servicio militar con los paracaidistas a finales de su adolescencia.

## Principios en el teatro y carrera discográfica
Cribbins hizo su primera aparición en 1956 el West End en el Arts Theatre, interpretando  a los dos Dromios en A Comedy of Errors, y coprotagonizó las primeras producciones en el West End de Not Now Darling, There Goes the Bride y Run for Your Wife. También protagonizó la revista And Another Thing, y grabó un sencillo de una canción del espectáculo titulada Folksong. En 1962 grabó dos canciones cómicas, The Hole in the Ground y Right Said Fred. George Martin produjo ambas para Parlophone, con música de Ten Dicks y letra de Myles Rudge. Una fuente afirmó que Hole in the Ground alcanzó el número 1 de ventas, y las otras dos alcanzaron posiciones altas. Las posiciones reales en la lista de singles británica aparecen más abajo.

## Cine
Cribbins apareció en películas desde principios de los cincuenta, principalmente en comedias. Entre sus apariciones se incluyen Two Way Strech (1960) y The Wrong Arm of the Law (1963) con Peter Sellers, Crooks in Cloisters (1964) y tres películas de Carry On Films (Carry On Jack (1963), Carry On Spying (1964) y Carry On Columbus (1992). Otras apariciones incluyen la segunda película de Doctor Who, Daleks - Invasion Earth 2150 AD (1966), The Railway Children (1970) y el papel de Felix Forsythe en la película de Alfred Hitchcock Frenesí (1972). En Suecia, participó en Picassos äventyrLas aventuras de Picasso (1978) en la que interpreta a la mecenas y narradora norteamericana Gertrude Stein. Películas posteriores incluyen Dangerous Davies - The Last Detective (1981) y Blackball (2003).

## Narración y doblaje
Cribbins fue el narrador de la serie infantil The Wombles de 1973 a 1975, y también narró en una adaptación radiofónica de El viento en los sauces para la BBC. Fue el narrador famoso que participó en más episodios de Jackanory que ningún otro famoso, con un total de 114 apariciones entre 1966 y 1991. También narró el audioteatro The Mousehole Cat, escrito por Antonia Barber en 1990.
Dio voz al personaje de Tufty en las películas de seguridad vial de RoSPA en los sesenta. También dio voz a Buzby, un pájaro de animación que era la mascota entonces de la Oficina de Correos británica, que después se convirtió en British Telecommunications. Apareció también en anuncios de Hornby Railways.

## Televisión
Otras apariciones en televisión incluyen Los vengadores (1968), Fawlty Towers (1975), y Worzel Gummidge (1980), Shillingbury Tales (1980) y su spin-off Cuffy (1983). Apariciones televisivas más recientes incluyen Dalziel and Pascoe (1999), Last of the Summer Wine (2003), el papel de Wally Bannister en Coronation Street (2003) y Down to Earth (2005).

## Carrera teatral posterior
Papeles posteriores en el teatro incluyen el de Nathan Detoit en Guys and Dolls en el Royal National Theatre, Moonface Martin en Anything Goes con Elaine Paige en el Prince Edward Theatre, Dolittle en My Fair Lady en la Houston Opera House en Estados Unidos, y Watty Watkings en Lady, Be Good en el Regent's Park Open Air Theatre y su gira posterior.

## Carrera reciente
Cribbins volvió al universo de Doctor Who en 2006, cuando se usó una fotografía suya en el sitio web de la BBC para Dientes y garras. En enero de 2007 interpretó a Arnold Korns en el radioteatro Horror of Glam Rock para BBC Radio 7. En diciembre apareció por primera vez como Wilfred Mott en el especial de Navidad de Doctor Who El viaje de los condenados, y después siguió apareciendo con el mismo personaje a lo largo de la cuarta temporada, interpretando al abuelo de la acompañante Donna Noble. Se ganó el título de acompañante por sí mismo en el especial navideño de 2009 en dos partes, El fin del tiempo, donde apareció por última vez David Tennant como el Décimo Doctor. Este papel le hizo único, en el sentido de que es el único actor que se ha enfrentado a los Daleks tanto en la televisión como en el cine.

## Honores
Cribbins fue nombrado oficial de la Orden del Imperio Británico en los Honores de Aniversario de 2011 por sus servicios al drama. Mucha gente protestó por esto al decir que debería haber recibido el rango más alto de Knight Bachelor, habiendo numerosas campañas en redes sociales apoyando esta reclamación.

## Filmografía

### Televisión
| Año(s)          | Título                                                         | Episodios |
| --------------- | -------------------------------------------------------------- | --- |
| 1960            | Interpol Calling                                               | "Slow Boat to Amsterdam" |
| 1962            | The Canterville Ghost                                          | |
| 1966, 68        | Los vengadores                                                 | "The Girl from AUNTIE" "Look - (Stop Me If You've Heard This One) But There Were These Two Fellers ... |
| 1966–95         | Jackanory                                                      | |
| 1971, 76        | Get the Drift                                                  | |
| 1973            | The Wombles (voces)                                            | |
| 1973            | The Great Big Groovy Horse                                     | |
| 1975            | The Further Adventures Of Noddy: The Great Car Race (narrador) | |
| 1975            | Fawlty Towers                                                  | "The Hotel Inspectors" |
| 1976            | Simon in the Land of Chalk Drawings (narrador)                 | |
| 1976–78         | Star Turn                                                      | |
| 1976            | Space: 1999                                                    | "Brian the Brain" |
| 1977            | The Country Wife                                               | "BBC Play of the month episode 97" |
| 1979            | Worzel Gummidge                                                | |
| 1981            | Shillingbury Tales                                             | |
| 1982            | The Good Old Days                                              | |
| 1983            | Cuffy                                                          | |
| 1983            | Moschops                                                       | |
| 1986            | Langley Bottom                                                 | |
| 1987            | When We Are Married                                            | |
| 1987            | High and Dry                                                   | |
| 1993            | A Passion For Angling                                          | |
| 1999            | Dalziel and Pascoe                                             | "Time to Go" |
| 2000            | The Canterbury Tales                                           | "The Journey Back" |
| 2003            | Last of the Summer Wine                                        | "In Which Gavin Hinchcliffe Loses the Gulf Stream" |
| 2003            | Coronation Street                                              | Wally Bannister (Character played) |
| 2005            | Down to Earth                                                  | "Hot Air" "Tall Tales" |
| 2007-2010, 2023 | Doctor Who                                                     | El viaje de los condenados (2007) Compañeros de delitos (2008) La estratagema Sontaran / El cielo envenenado (2008) Gira a la izquierda (2008) La Tierra robada / El fin del viaje (2008) El fin del tiempo (2009–10) Wild Blue Yonder (2023) |
| 2009            | Never Mind The Buzzcocks                                       | |
| 2010            | Catching the Impossible                                        | |
| 2010            | Would I Lie To You?                                            | |
| 2011            | A Comedy Roast                                                 | "Barbara Windsor: A Comedy Roast" |
| 2011            | Bookaboo                                                       | "The bears in the bed and the great big storm" |
| 2013            | Old Jack's Boat                                                | To be broadcast on CBeebies in the early part of 2013. |

### Cine
| Año  | Título                                                  |
| ---- | ------------------------------------------------------- |
| 1957 | Yangtse Incident: The Story of HMS Amethyst             |
| 1958 | Dunkirk                                                 |
| 1959 | Make Mine a Million                                     |
| 1959 | Tommy the Toreador                                      |
| 1960 | Two-Way Stretch                                         |
| 1960 | The World of Suzie Wong                                 |
| 1961 | The Girl on the Boat                                    |
| 1961 | Nothing Barred                                          |
| 1962 | The Fast Lady                                           |
| 1963 | The Wrong Arm of the Law                                |
| 1963 | The Mouse on the Moon                                   |
| 1963 | Carry On Jack                                           |
| 1964 | A Home of Your Own                                      |
| 1964 | Carry On Spying                                         |
| 1964 | Crooks in Cloisters                                     |
| 1964 | The Counterfeit Constable (French title: Allez France!) |
| 1965 | You Must Be Joking                                      |
| 1965 | She                                                     |
| 1966 | Daleks - Invasion Earth 2150 AD                         |
| 1967 | Casino Royale                                           |
| 1968 | Don't Raise the Bridge, Lower the River                 |
| 1970 | The Railway Children                                    |
| 1972 | Frenesí (película)                                      |
| 1978 | The Water Babies                                        |
| 1978 | Picassos Äventyr                                        |
| 1981 | Dangerous Davies - The Last Detective                   |
| 1992 | Carry On Columbus                                       |
| 2003 | Blackball                                               |

## Discografía

### Singles en las listas
| Año  | Título               | Posición en el UK Singles Chart | Notas                                                                                     |
| ---- | -------------------- | ------------------------------- | ----------------------------------------------------------------------------------------- |
| 1962 | "Hole In The Ground" | Número 9                        | Una de las elecciones de Noël Coward cuando participó en Desert Island Discs de BBC Radio |
| 1962 | "Right Said Fred"    | Número 10                       | Inspiró el nombre de la banda del mismo nombre                                            |
| 1962 | "Gossip Calypso"     | Número 25                       | Escrito por Trevor Peacock                                                                |

### Álbumes
| Año  | Álbum                             | Notas    |
| ---- | --------------------------------- | -------- |
| 1962 | A Combination Of Cribbins         |          |
| 1983 | The Snowman                       | Narrador |
| 2005 | The Very Best of Bernard Cribbins |          |